# رورینگ اسپرینگ (کنتاکی)
رورینگ اسپرینگ (به انگلیسی: Roaring Spring) یک منطقهٔ مسکونی در ایالات متحده آمریکا است که در کنتاکی واقع شده‌است. رورینگ اسپرینگ ۱۷۰٫۰۸ متر بالاتر از سطح دریا واقع شده‌است.